# Rabii Ellafi
Rabii Ellafi (arabe : ربيع اللافي), né le 5 mars 1990, est un footballeur international libyen évoluant au poste arrière droit avec Al-Ahly SC.

## Biographie
En septembre 2011, lors des éliminatoires de la coupe d'Afrique des nations 2012, Rabii Ellafi marque un but à la 31e minute du match contre le Mozambique, permettant à son équipe de l'emporter (1-0) et de se qualifier pour la compétition. Il s'agit alors de la 1re victoire de la sélection nationale depuis la guerre civile libyenne de 2011.